# Les Bostoniennes
Pour le film du même nom, voir Les Bostoniennes (film)
Les Bostoniennes (titre original : The Bostonians) est un roman américain de Henry James, d'abord paru sous forme de feuilleton dans The Century Magazine en 1885-1886, puis publié en volume pour la première fois en Angleterre en 1886.
Roman naturaliste qui observe l'affrontement des courants idéologiques conservateurs et avant-gardistes dans la société américaine cultivée de la seconde moitié du XIXe siècle, Les Bostoniennes se double d'une intrigue sentimentale et affective particulièrement complexe. C'est de cette œuvre que provient l'expression « mariage de Boston ».

## Résumé
Jeune, intelligent et très séduisant avocat du Mississippi, Basil Ransom, dont la famille a été ruinée par la guerre de Sécession, est venu s'établir à New York pour y exercer sa profession. De passage à Boston pour affaires, il rend visite par pure curiosité à Olive Chancellor, une cousine éloignée que sa sœur, Mrs. Luna, qui vit à New York, lui a décrite comme une féministe enragée. En dépit de sa méfiance coutumière à l'égard des hommes, Olive invite Basil à déjeuner. La conversation ne tarde pas à s'envenimer et, afin de le convertir à ses idées sur l'égalité des sexes, Olive l'invite à une réunion de suffragettes. Basil, assez amusé par la proposition, et tout disposé à s'instruire, assiste à l'événement et, tout comme l'auditoire, est conquis par l'éloquence et le magnétisme de Véréna Tarrant, une belle jeune fille rousse qui remplace ce soir-là la conférencière attendue. Olive, non moins subjuguée que son cousin, s'empresse d'inviter Miss Tarrant chez elle. Et Basil, déjà amoureux sans se l'avouer, s'arrange pour être chez sa cousine quand Véréna s'y trouve. Ébranlé jusque dans son assurance d'homme convaincu de sa supériorité, Basil est aussi, pour la première fois de sa vie, dégoûté par ses obligations professionnelles qui l'obligent à regagner New York. 
Enthousiaste, Olive voit en Véréna la leader par excellence pour défendre la cause des femmes. Aussi persuade-t-elle les Tarrant de lui confier leur fille et, afin de la soustraire aux assiduités d'un importun étudiant de Harvard, décide de l'emmener en Europe. Basil, mis au courant de ces derniers développements par sa sœur, retourne précipitamment à Boston et, en revoyant Véréna, admet cette fois qu'il en est vivement épris. Alors commence une guerre sans merci entre lui et Olive qui se disputent la jeune fille. Olive prétend que la mission de Véréna est de libérer les femmes du joug de l'oppression masculine, et Basil soutient que l'unique mission de toute femme est de se marier et d'avoir des enfants. La victoire échoit finalement à Basil qui enlève sa future épouse au moment où elle aIlait prononcer un nouveau discours. 

## Thèmes
Contrairement à beaucoup d’œuvres d’Henry James, les Bostoniennes traite des sujets explicitement politiques, le féminisme et plus généralement le rôle des femmes dans la société. L’auteur est plutôt ambivalent quand il décrit ce mouvement féministe d'après la guerre de Sécession, notamment dans les premiers chapitres où il tourne en dérision le personnage d’Olive Chancellor et son milieu d'idéologues. L’autre thème du roman est celui d’un possible sentiment amoureux homosexuel de la part d’Olive pour Verena Tarrant. Il se pourrait que l’expression américaine « le Mariage de Boston » tire sa source de l’œuvre d'Henry James, expression qui décrit deux femmes vivant sous le même toit et entretenant une relation longue et ambigüe. La sœur de l’auteur, Alice James, a d’ailleurs vécu dans ce type de ménage avec Katherine Loring et a été l’une des inspirations du roman. L’auteur n’est jamais explicite, en partie à cause des conventions de son temps. Mais il reste assez vague pour permettre une richesse d’analyse sur les comportements d’Olive envers sa protégée.

## Adaptations
À la télévision
- 1962 : Les Bostoniennes, téléfilm français d'Yves-André Hubert, 93 minutes ; adaptation de Jean-Louis Curtis ; avec Michèle André (Véréna Tarrant), Alice Sapritch (Olivia Chancellor) et Robert Etcheverry (Basil Ransom) ; diffusé le mardi 24 avril 1962 sur RTF[2].

Au cinéma
- 1984 : Les Bostoniennes, film américano-britannique de James Ivory, avec Madeleine Potter, Vanessa Redgrave et Christopher Reeve